# Pacto de Punto Fijo

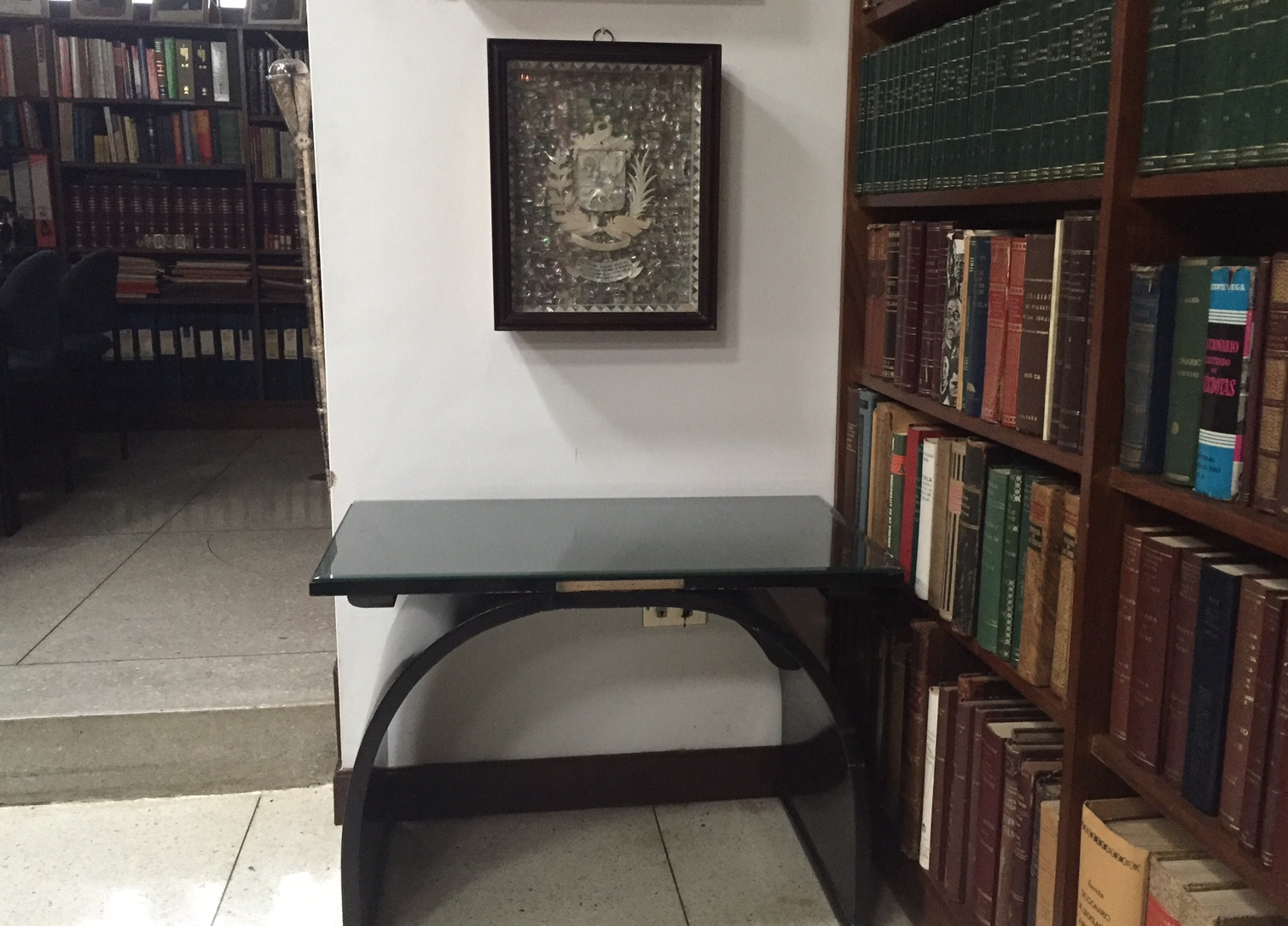
Mesa onde foi assinado o Pacto de Punto Fijo.

O Pacto de Punto Fijo foi um acordo político firmado em 31 de outubro de 1958 entre os três principais partidos políticos da Venezuela à época: a Ação Democrática (AD), de ideologia social-democrata e posicionado à centro-esquerda, o Comitê de Organização Política Eleitoral Independente (COPEI), de ideologia democrata cristã e posicionado à centro-direita e a União Republicana Democrática (URD), de ideologia social-liberal e posicionado ao centro do espectro político. O propósito do acordo era assegurar a estabilidade política do país após a derrocada do governo ditatorial do general Marcos Pérez Jiménez a alguns meses das eleições, marcadas para dezembro do mesmo ano. Seus efeitos se fizeram sentir até o início dos anos 1990.
Durante o ano de 1958 várias tentativas de golpe de estado haviam sido feitas contra Pérez Jiménez. O risco de uma regressão militar levou à formação de uma frente civil, visando retomar o caminho da normalização democrática. O pacto obrigava os partidos signatários a respeitar os  resultados das eleições, de modo a assegurar alguma estabilidade à incipiente democracia representativa venezuelana, bem como possibilitar a alternância de poder - excluído o Partido Comunista da Venezuela, que viria a ser proscrito. A denominação Punto Fijo refere-se ao nome da residência da família do líder do Copei, Rafael Caldera.
Em 1962, a URD deixa o pacto, por discordar da política adotada com relação a Cuba.
O pacto permitiu à Venezuela trinta anos de estabilidade política, durante os quais a Ação Democrática e a Copei foram efetivamente os únicos partidos a governar o país, alternando-se no poder conforme o resultado das eleições, a cada cinco anos..
O equilíbrio se rompeu com o desenvolvimento de um forte clientelismo, acompanhado de intensa corrupção e a diminuição dos rendimentos advindos do petróleo. Afinal, a insatisfação diante da política de austeridade fiscal adotada pelo Carlos Andrés Pérez culminou com a revolta denominada Caracazo, em 1989. A opinião pública deixara de apoiar o Pacto.
A tentativa de tomada do poder por Hugo Chávez, em 1992, insere-se nesse quadro de insatisfação geral da população com relação aos "beneficiários e perpetuadores do sistema instaurado algumas décadas antes".